# Marie Eleonore af Albanien
Prinsesse Marie Eleonore af Albanien, indtil sin fars tronbestigelse kendt som Prinsesse Marie Eleonore til Wied, (19. februar 1909 – 29. september 1957) var en tysk og albansk prinsesse, der var den eneste datter af Fyrst Vilhelm 1. af Albanien og hans hustru Prinsesse Sophie af Schönburg-Waldenburg.
Ved sin fars tronbestigelse i 1914 blev hun prinsesse af Albanien. Hun blev også kendt under navnet Donika, opkaldt efter den albanske adelskvinde Donika Kastrioti.

## Biografi

### Tidlige liv
Prinsesse Marie Eleonore til Wied blev født den 19. februar 1909 i Potsdam i Brandenburg i Preussen. Hun var det første barn født i ægteskabet mellem Prins Vilhelm til Wied og Prinsesse Sophie af Schönburg-Waldenburg. Marie Eleonores eneste bror, Prins Karl Viktor, blev født fire år efter Marie Eleonore.
I oktober 1913 blev hendes far tilbudt at blive Fyrste af Albanien. Ved sin fars tronbestigelse blev hun prinsesse af Albanien, hvor hun også blev kendt under navnet Donika, opkaldt efter den albanske adelskvinde Donika Kastrioti. Familien ankom til Durrës i Albanien den 7. marts 1914. De måtte dog allerede forlade landet igen i september samme år. Formelt forblev faderen dog fyrste af Albanien frem til 1925, da landet blev udråbt til republik, og Vilhelms regeringstid officielt blev afsluttet.

### Ægteskaber
Prinsesse Marie Eleonore giftede sig første gang den 16. november 1937 i München i Bayern med Prins Alfred af Schönburg-Waldenburg, søn af Prins Henrik af Schönburg-Waldenburg og Prinsesse Olga til Löwenstein-Wertheim-Freudenberg. Prins Alfred døde under Anden Verdenskrig i 1941.
Prinsesse Marie Eleonore giftede sig anden gang den 5. februar 1949 i Bukarest i Rumænien med Ion Octavian Bunea, søn af Aureliu Bunea.

### Senere liv
Prinsesse Marie Eleonore døde 47 år gammel den 29. september 1956 i en interneringslejr i Miercurea-Ciuc i Rumænien.